# Austramathes purpurea
Austramathes purpurea là một loài bướm đêm trong họ Noctuidae.